# 프라이슈타트

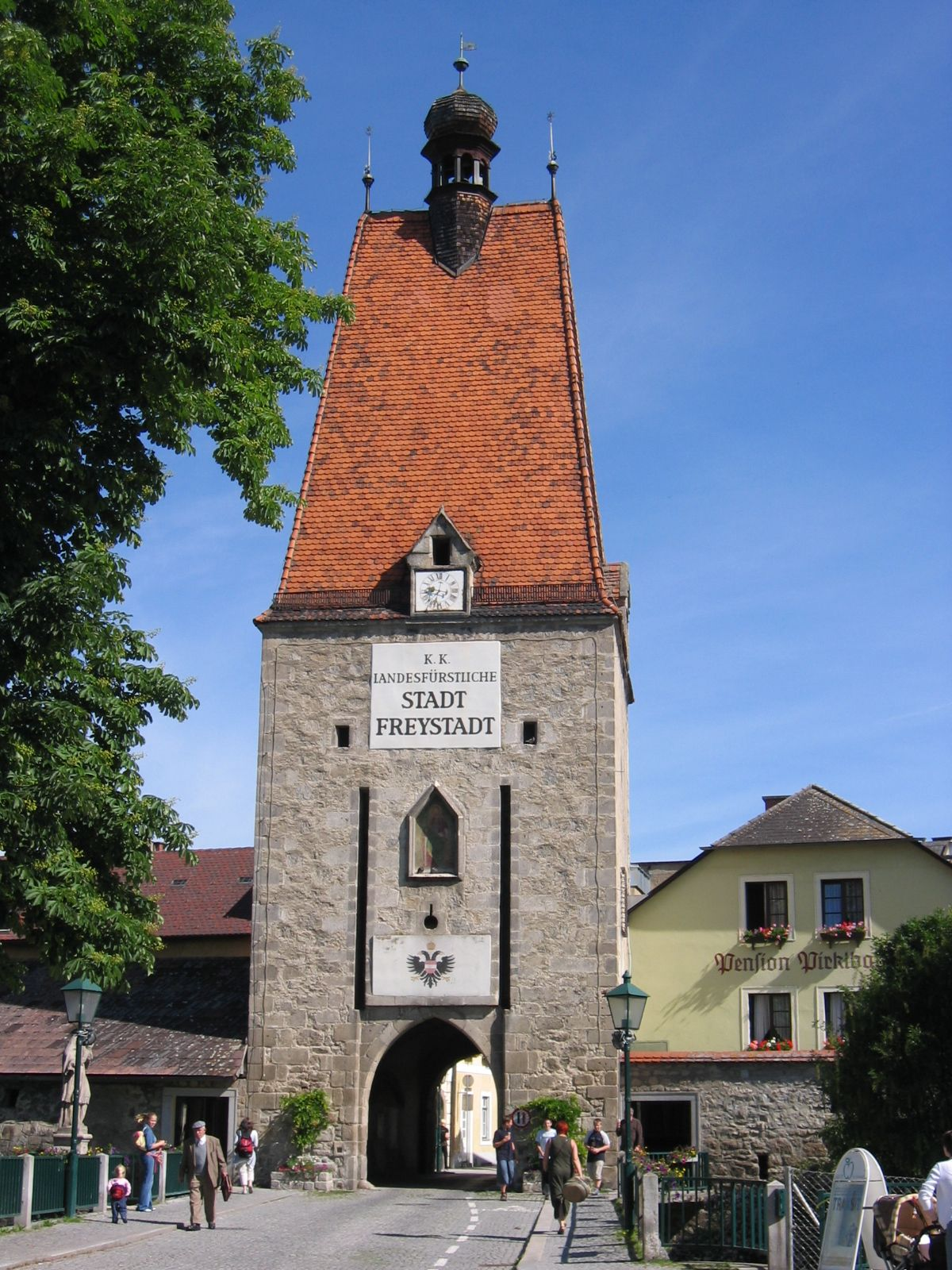
프라이슈타트의 린츠 문

프라이슈타트(독일어: Freistadt)는 오스트리아 오버외스터라이히주에 위치한 도시로 면적은 12.88km2, 높이는 560m, 인구는 7,703명(2016년 6월 14일 기준), 인구 밀도는 600명/km2이다. 도시 이름은 독일어로 "자유로운 도시"를 뜻한다.
오스트리아 린츠에서 남쪽으로 약 40km, 체코 체스케부데요비체에서 북쪽으로 약 60km 정도 떨어진 곳에 위치한다. 1220년 이전에 설립되었을 정도로 오랜 역사를 갖고 있다.

시 문장

## 인구
| 연도 | 인구  | ±%     |
| ---- | ----- | ------ |
| 1869 | 3,253 | —      |
| 1880 | 3,471 | +6.7%  |
| 1890 | 3,361 | −3.2%  |
| 1900 | 3,800 | +13.1% |
| 1910 | 3,988 | +4.9%  |
| 1923 | 3,954 | −0.9%  |
| 1934 | 3,992 | +1.0%  |
| 1939 | 4,903 | +22.8% |
| 1951 | 5,136 | +4.8%  |
| 1961 | 5,375 | +4.7%  |
| 1971 | 5,963 | +10.9% |
| 1981 | 6,251 | +4.8%  |
| 1991 | 6,251 | +0.0%  |
| 2001 | 7,353 | +17.6% |
| 2011 | 7,482 | +1.8%  |